# Bet hedging (biologia)

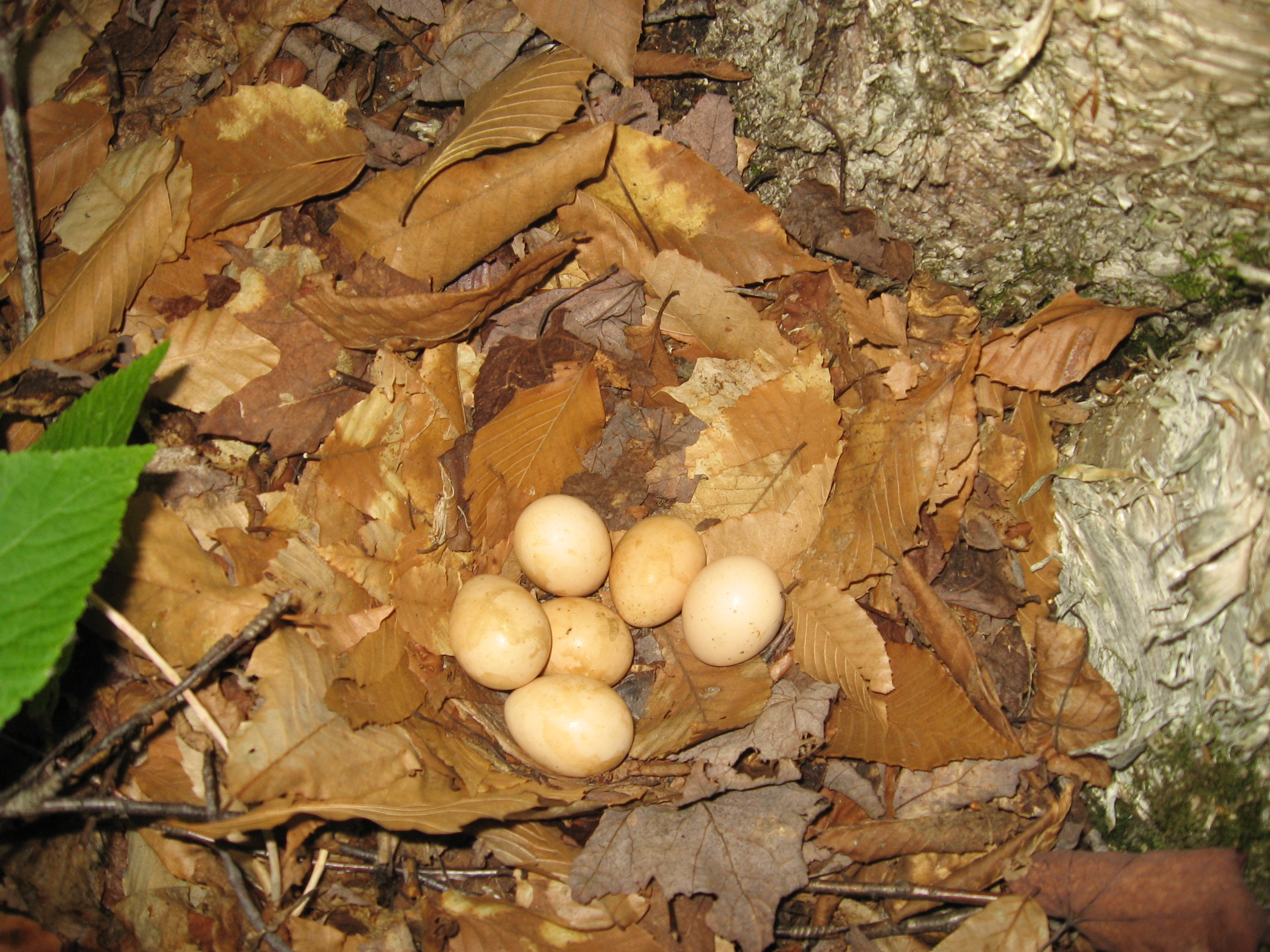
A variação no tamanho do ovo é um exemplo de bet-hedging. A aptidão pode ser maximizada pela produção de muitos ovos pequenos e, portanto, muitos descendentes. No entanto, ovos maiores podem ajudar os filhotes a sobreviver a condições estressantes. Produzir uma variedade de tamanhos de ovos pode garantir que alguns descendentes sobrevivam a condições estressantes e que muitos descendentes sejam produzidos em boas condições.

O bet-hedging (ou cobertura de apostas biológicas, ou estratégia de minimização de riscos) ocorre quando organismos diminuem sua aptidão em condições típicas em troca do aumento de aptidão em condições estressantes. 
O bet-hedging biológico foi originalmente proposto para explicar a observação de um banco de sementes não germinadas no solo. Por exemplo, a aptidão de uma planta anual seria maximizada com a germinação de todas as suas sementes. Entretanto, se ocorrer um evento que mate todas as plantas germinadas, mas não as sementes que ainda não germinaram, as plantas com sementes reservadas no banco teriam uma vantagem. Portanto, pode ser vantajoso para as plantas "protegerem suas apostas", produzindo algumas sementes que germinam imediatamente e outras que ficam dormentes para germinação posterior. 
Outros exemplos de bet-hedging incluem o acasalamento múltiplo feminino,   o comportamento de forrageamento em abelhas, o armazenamento de nutrientes em rizóbios,  e a resistência bacteriana na presença de antibióticos.

## Estratégias
Existem três principais estratégias de bet-hedging: "conservadora",  "diversificada" e "cara ou coroa adaptável". 

#### Estratégia de bet-hedging conservadora

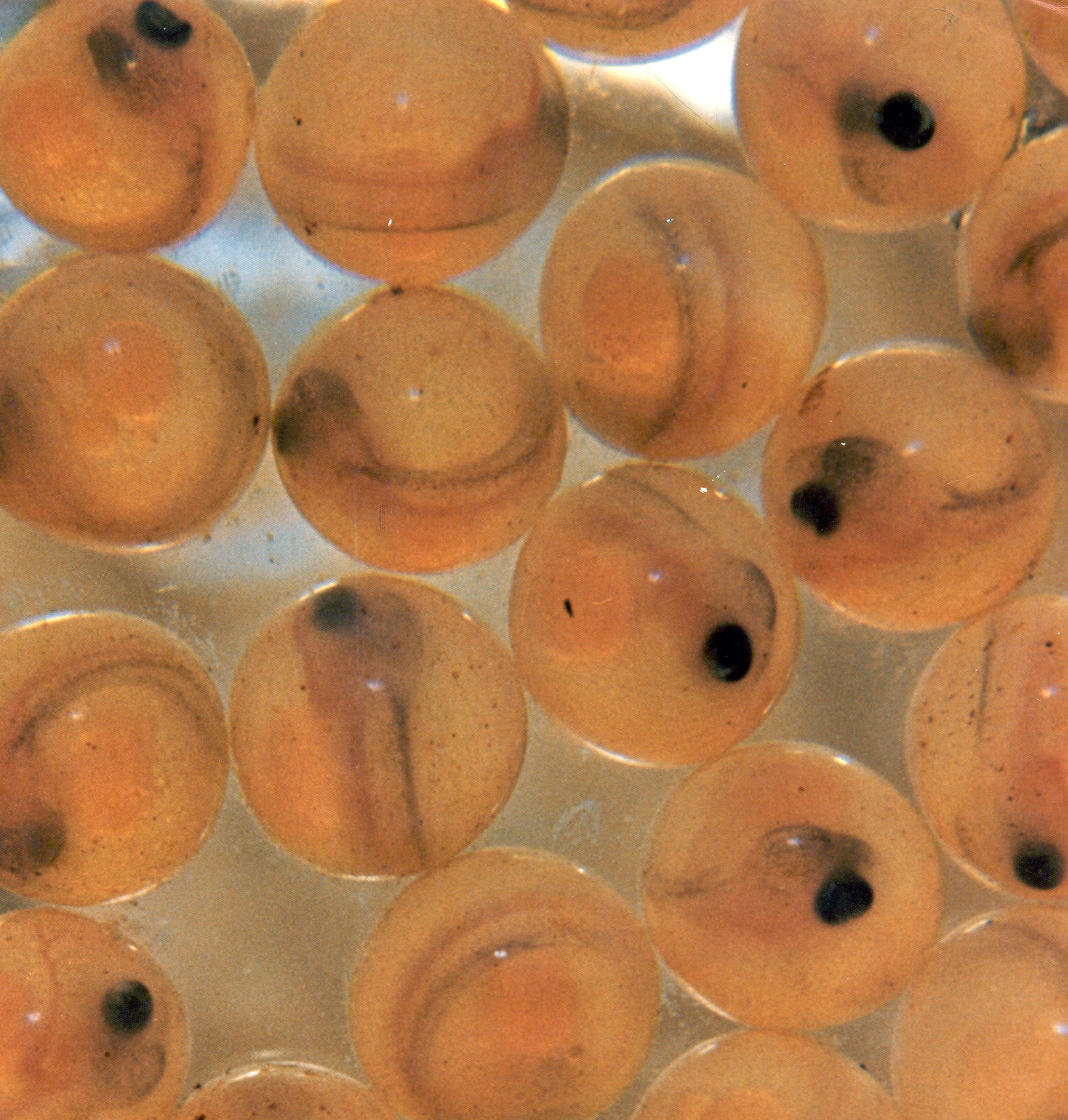
Ovas de Salmão (Salmo solar). Exemplo de bet-hedging conservadora.

As estratégias de bet-hedging conservadoras consistem na perda de uma maior aptidão, em troca de uma menor variância. Assim, é garantido o uso de uma estratégia bem-sucedida de baixo risco, independentemente das condições ambientais.  Por exemplo: organismos que produzem ninhadas com um tamanho de ovo constante, que não seria ideal para qualquer condição ambiental extrema, mas resulta na menor variação geral, e sucesso de alguns indivíduos independente da variação ambiental futura. 
Um exemplo claro é o de algumas espécies de salmão (Salmo salar) que produzem ninhadas com ovos relativamente uniformes em tamanho.  Trata-se de um caso típico de bet-hedging conservadora, em que a redução da variabilidade nos tamanhos dos descendentes minimiza o risco de perda total em anos desfavoráveis. Além disso, há pesquisas que observam que os tamanhos médios dos propágulos evoluem para valores bem acima do mínimo viável. Isso mostra que, embora haja variação (característica de estratégias como bet-hedging diversificada), permanece um componente conservador importante: garantir que os propágulos tenham, em média, tamanho suficiente para sobreviver mesmo em condições ambientais extremas.

#### Estratégia de bet-hedging diversificada
A bet-hedging diversificada, baseada na ideia de “não colocar todos os ovos em uma única cesta”, consiste no investimento em várias estratégias ao mesmo tempo, a fim de garantir a sobrevivência da prole em ambientes diferentes. Isso é feito com o objetivo de aumentar a variância de sobrevivência entre os descendentes, mesmo que isso resulte em baixa variação da prole no sucesso a longo prazo, ou seja, em poucos descendentes sobrevivendo por muito tempo em um determinado ambiente. A ideia é de que a prole seja protegida contra a possibilidade de que nenhum de seus membros sobreviva até o ano seguinte ou a fase adulta. 
A teoria relacionada à bet-hedging propõe que a probabilidade de pelo menos alguns membros da prole sobreviverem em condições futuras cresce quando os descendentes possuem fenótipos diferentes, mesmo sendo geneticamente similares. Assim, uma espécie que pratica a bet-hedging diversificada sacrifica o crescimento potencial de uma população a curto prazo através do aumento da variação fenotípica entre sua prole, uma vez que isso leva a uma maior aptidão a longo prazo. Portanto, populações de “bet-hedgers” diversificados têm menores chances de serem extintas em ambientes estocasticamente variáveis. 

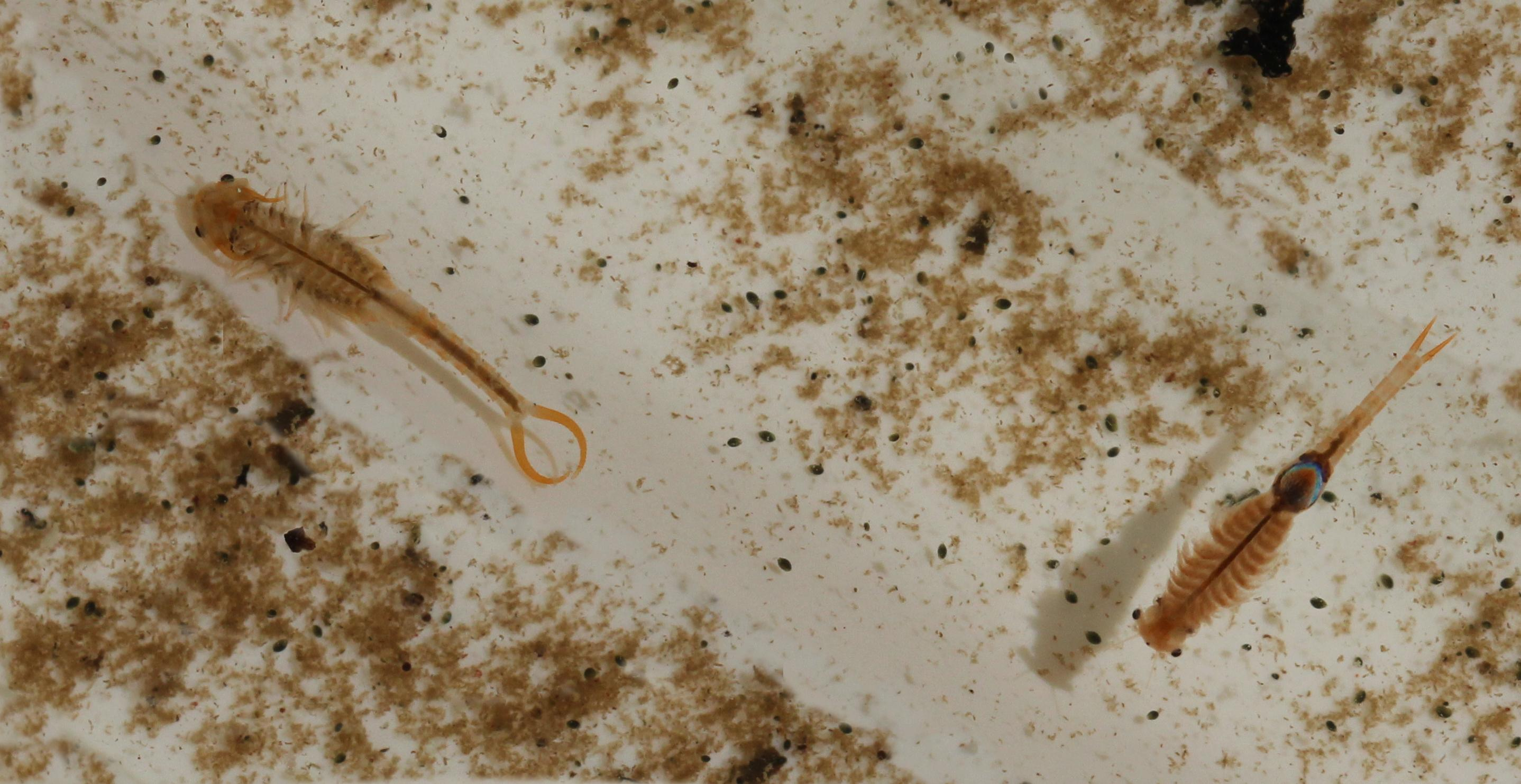
Um macho e uma fêmea de uma espécie do gênero Branchipodopsis, encontrados em uma poça perto de Paarl Rock, na África do Sul.

Um exemplo dessa forma de bet-hedging ocorre em Branchipodopsis wolfi, que é uma espécie de crustáceo conhecida, em inglês, como “fairy shrimp”, e vive em poças temporárias do Sul da África, que dependem de chuvas irregulares para se encherem.  As populações dessa espécie seguem algumas premissas para o bet-hedging diversificado, como já demonstrado em estudos: (1) o seu sucesso reprodutivo é ligado com a duração e a qualidade das inundações ; (2) os seus habitats são imprevisíveis, já que não há sinais precisos da duração da inundação para indicar o momento de eclosão dos ovos pela prole ; (3) elas produzem ovos que podem se manter em um estado de dormência por muitos anos e por muitas estações de crescimento . Com isso, no estudo de Pinceel e colaboradores (2021), foi realizado um teste empírico integrado para a bet-hedging diversificada, com a combinação de modelos e experimentos em campo e em laboratório, para verificar se a espécie realmente se encaixava nessa estratégia ecológica. O principal resultado foi que a bet-hedging diversificada ocorre através de momentos diferentes de eclosão das larvas dos ovos (delayed hatching), considerando a incerteza da duração das inundações, sendo um mecanismo efetivo de sobrevivência para a espécie. Além disso, foi demonstrado que, à medida que a incerteza do habitat crescia, a taxa ótima de crescimento da população só podia ser mantida pela redução de ovos eclodidos, o que indica que os padrões diferentes de eclosão têm efeitos na aptidão dessa população. Portanto, é considerado um exemplo de bet-hedging diversificada, já que a sobrevivência de pelo menos parte dos descendentes é garantida por diferentes momentos de nascimento das larvas na população.

#### Estratégia de bet-hedging cara ou coroa
Apesar do nome, essa estratégia não é totalmente aleatória, pois os organismos que a apresentam evoluíram para ajustar sua resposta com base em sinais ambientais que antecipam as condições futuras. 
Em uma espécie que vive em um ambiente onde o clima alterna entre anos secos e úmidos, indivíduos podem apresentar variações comportamentais ou fisiológicas associadas a essas flutuações. Se, historicamente, 80% dos anos foram secos e 20% úmidos, é esperado que a frequência de indivíduos com traços adaptados a anos secos seja maior. Como essa distribuição é probabilística e ocorre ao nível populacional, uma fração dos indivíduos ainda apresentará características associadas a anos úmidos. Dessa forma, mesmo que um determinado indivíduo esteja “errado” quanto ao tipo de ano que virá, a população como um todo mantém chances de sobrevivência. Assim, as "apostas" são distribuídas entre os indivíduos, reduzindo o risco de extinção em ambientes imprevisíveis.
Um exemplo de bet-hedging cara ou coroa ocorre entre os peixes pertencentes a ordem Cyprinodontiformes – que inclui as famílias Rivulidae (presente na América do Sul) e Nothobrachiidae (presente na África) – vivem em áreas alagadas temporárias que se formam na estação chuvosa e completam seu ciclo de vida em até 9 meses, antes que a poça seque. No Brasil, esses peixes são conhecidos como rivulídeos (ou peixes-das-nuvens ou, ainda, peixes anuais) e estão presentes em todos os biomas do país. Ao longo da evolução, devido à efemeridade do seu habitat, os Cyprinodontiformes desenvolveram ovos capazes de ficarem enterrados na lama durante a estação seca por longos períodos e que entram em diapausa. Quando há a primeira chuva, os ovos desses peixes não eclodem todos ao mesmo tempo. Em vez disso, alguns eclodem nesse momento e outros esperam por mais estações chuvosas para eclodir – o que reduz o risco de fracasso total de sobrevivência da população.

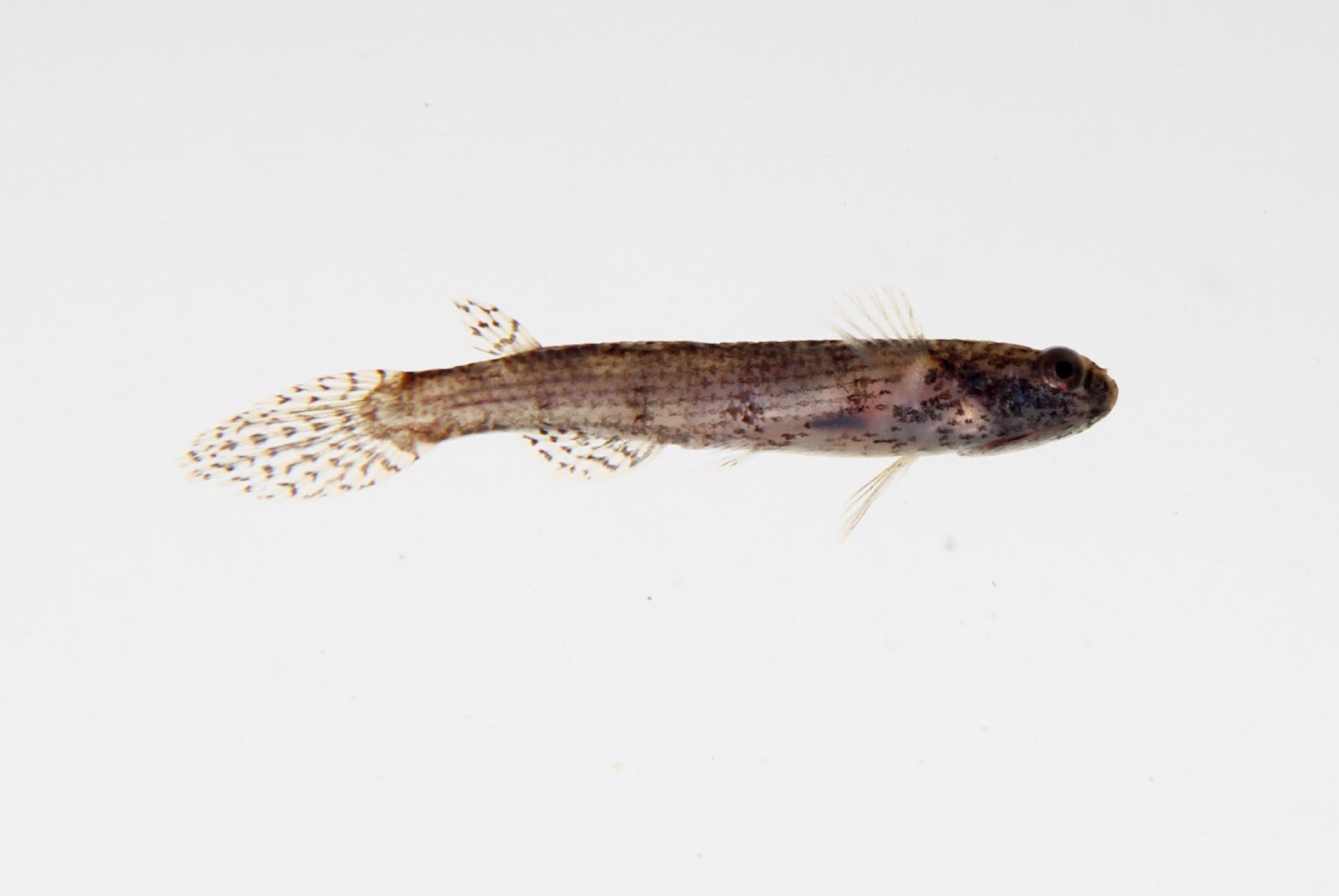
Indivíduo de uma espécie da família Rivulidae (Rivulus sp.).

Se os rivulídeos adotassem a estratégia conservadora, todos iriam eclodir apenas na segunda estação chuvosa. Se adotassem a estratégia diversificada alguns eclodindiriam na primeira estação chuvosa e outros eclodindo em estações futuras. No entanto, na cara ou coroa, os rivulídeos não produzem diferentes tipos de ovos, o que determina o momento da eclosão é uma estratégia de alternância estocástica, em que esses ovos geneticamente semelhantes possuem diferentes chances de eclodir a cada estação, sob as mesmas condições ambientais - o que ajuda a sobreviver em um ambiente imprevisível.
Outro caso, entre os vertebrados, é a espécie de marsupial(Sminthopsis macrour), que usa uma estratégia de torpor para reduzir sua taxa metabólica e assim sobreviver a mudanças ambientais. Os ciclos hormonais reprodutivos demonstraram mediar o momento do torpor e da reprodução, e em camundongos demonstraram mediar esse processo inteiramente, sem se importar com o ambiente. Nas espécies marsupiais, no entanto, um mecanismo adaptativo de cara ou coroa é empregado, onde nem o torpor nem a reprodução são afetados pela manipulação de hormônios, sugerindo que essa espécie marsupial toma uma decisão mais ativa sobre quando usar o torpor, que é mais adequado ao ambiente incerto em que vive.

## Evolução
Para determinar se um alelo de bet-hedging é favorecido, a aptidão de longo prazo de cada alelo deve ser comparada. Particularmente em ambientes altamente variáveis, onde o bet-hedging tem maior probabilidade de evoluir, a aptidão a longo prazo é medida usando a média geométrica   .

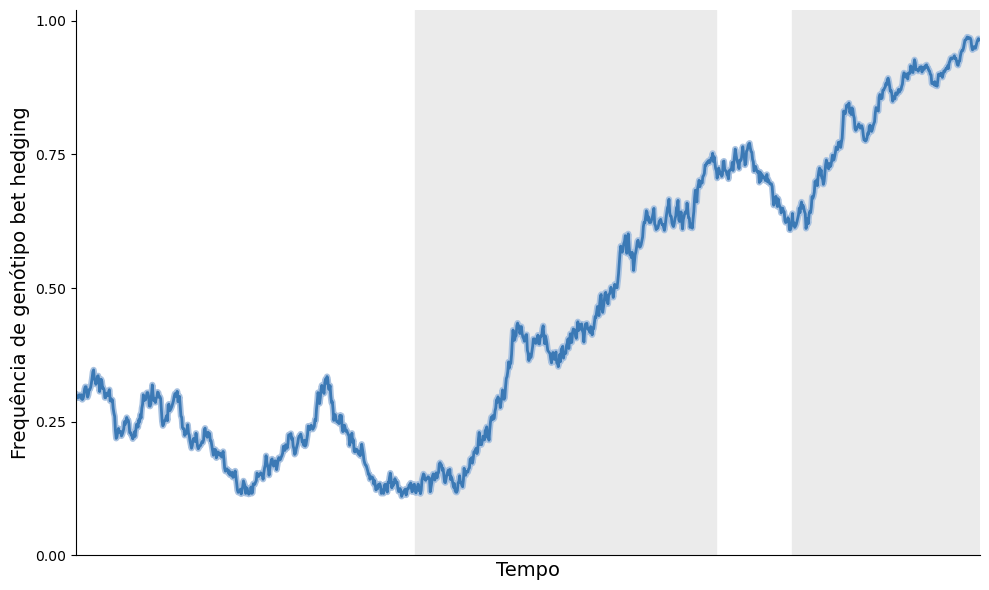
Figura: a evolução de um alelo. Suponha a frequência (linha azul) de um determinado alelo, deletério em um ambiente normal (região branca), mas vantajoso em um ambiente alternativo (região cinza). O alelo aumenta de frequência devido a pressão vantajosa do ambiente alternativo. Logo, um alelo desvantajoso em determinada condição pode ser vantajoso em outra. E sua ocorrencia é justificada mesmo no ambiente normal.

Bet-hedging é entendido como um modo de resposta às mudanças ambientais.  Adaptações que permitem que organismos sobrevivam em condições ambientais flutuantes proporcionam uma vantagem evolutiva. Embora uma característica de bet-hedging possa não ser ideal para nenhum ambiente, isso é compensado pelos benefícios de maior aptidão em uma variedade de ambientes. Portanto, alelos de bet-hedging tendem a ser favorecidos em ambientes mais variáveis. Para que um alelo se espalhe, ele deve persistir no ambiente típico por meio da deriva genética por tempo suficiente até os ambientes alternativos, nos quais o alelo de bet-hedging tenha uma vantagem sobre os genótipos adaptados ao ambiente anterior. Ao longo de muitas alternâncias ambientais subsequentes, a seleção pode levar o alelo à fixação. 
Um exemplo usado ao descrever a bet-hedging é comparar a aptidão entre genótipos especialistas a cada condição e os que apostam.   A tabela abaixo mostra a aptidão relativa de quatro fenótipos em anos 'bons' e 'ruins' e suas respectivas médias se anos 'bons' ocorrem 75% do tempo e anos 'ruins' 25% do tempo.
|                  | Fenótipo             | Fenótipo              | Fenótipo                | Fenótipo                  |
| Tipo de ano      | Bom Ano Especialista | Ano ruim Especialista | Conservador Bet hedging | Diversificado Bet hedging |
| ---------------- | -------------------- | --------------------- | ----------------------- | ------------------------- |
| Bom              | 1.0                  | 0,63                  | 0,763                   | 0,815                     |
| Ruim             | 0,25                 | 1.0                   | 0,763                   | 0,625                     |
| Média aritmética | 0,813                | 0,723                 | 0,763                   | 0,768                     |
| Média geométrica | 0,707                | 0,707                 | 0,763                   | 0,763                     |

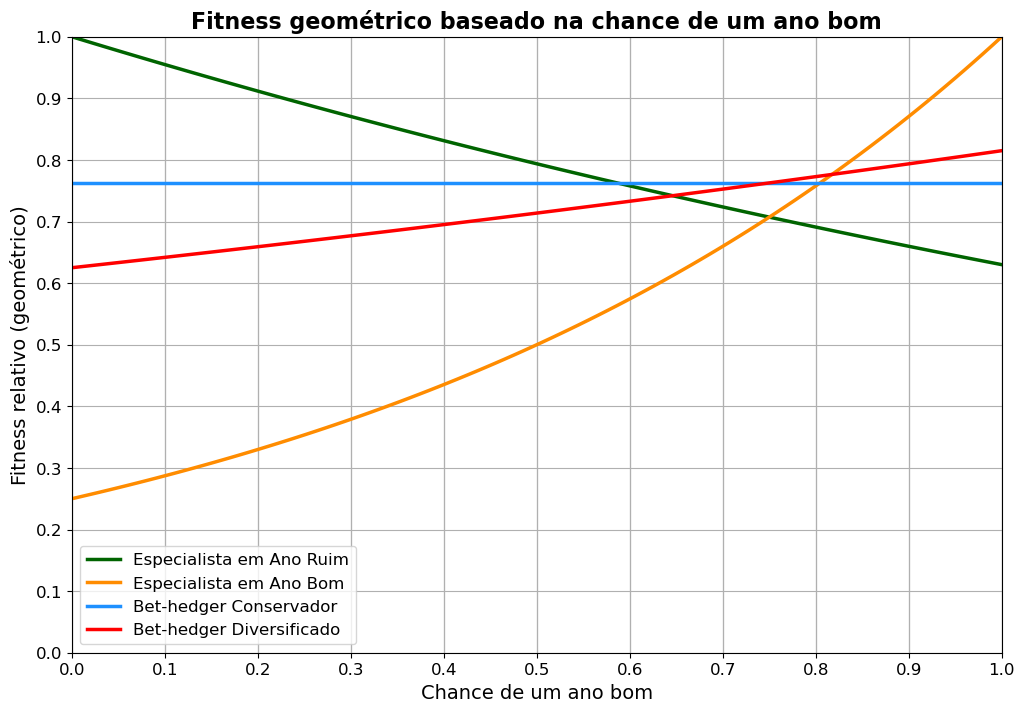
Gráfico representando a adequação relativa (média quadrática) das estratégias mostradas na tabela com base na probabilidade de um ano ruim. Observe que qualquer estratégia pode ser a mais adequada dependendo desse valor.

Cada especialista tem um melhor desempenho em sua condição. O apostador conservador tem um desempenho igualmente bom em todos os anos e o apostador diversificado, neste exemplo, usa as duas estratégias 50% do tempo cada, têm um desempenho melhor do que o apostador conservador em anos bons, mas pior durante um ano ruim.
A adequação de qualquer estratégia depende de um grande número de fatores, como a proporção de anos bons e ruins e sua adequação relativa entre anos bons e ruins. Pequenas mudanças nas estratégias, ou no ambiente, podem ter um grande impacto.

## Outros exemplos

### Prokarya
Experimentos usando organismos procarióticos fornecem alguns exemplos da evolução de bet hedging. Como este processo envolve uma troca estocástica entre fenótipos ao longo das gerações,  os procariontes são capazes de exibir esse fenômeno repidamente devido à sua capacidade de se reproduzirem suficientemente rápido para rastrear a evolução em uma única população durante um curto período de tempo. O que permitiu o estudo de bet-hedging em laboratório por meio de modelos de evolução experimental, usados para deduzir suas origens evolutivas. 
Em um exemplo, a bactéria Sinorhizobium meliloti armazena carbono e energia em um composto conhecido como poli-3-hidroxibutirato (PHB) para sobreviver em ambientes com deficiência de carbono. Quando privadas de alimento, as populações de S. meliloti começam a formar duas células-filhas não idênticas durante a fissão binária . As células-filhas apresentam níveis baixos ou altos de PHB, que são mais adequados à inanição de curto e longo prazo, respectivamente. Foi relatado que as células com baixo PHB devem competir efetivamente por recursos para sobreviver, enquanto as células com alto PHB podem sobreviver por mais de um ano sem alimentos. Neste exemplo, o fenótipo PHB está sendo 'protegido', onde apenas um fenótipo tem probabilidade de sobreviver em condições específicas. 
Outro exemplo de bet-hedging por Mycobacterium tuberculosis . Em uma determinada população dessa bactéria, existem células resistentes com a capacidade de interromper seu crescimento, as mantendo vivas durante mudanças drásticas no ambiente. Uma vez que as células resistentes crescem novamente para formar outra população de sua espécie, elas produzirão células com crescimento celular normal e outra população de resistente para continuar esse ciclo, conforme o caso. A capacidade de alternar entre o fenótipo resistente e o normal é uma forma de proteção de apostas. 
A resistência procariótica por bet-hedging é importante para o campo da medicina. Como a cobertura de apostas produz descendentes fenotipicamente diversos aleatoriamente para sobreviver a diversas condições, torna-se difícil desenvolver tratamentos para infecções bacterianas, pois o bet hedging pode garantir a sobrevivência de sua espécie dentro de seu hospedeiro, independentemente do antibiótico usado.

### Eukarya

##### Fungos
O bet-hedging é empregado em fungos de forma semelhante às bactérias, mas de maneira mais complexa. Esse fenômeno é benéfico para fungos, mas, em alguns casos, tem efeitos nocivos para humanos, resaltando a importância clínica. Um estudo sugere que o bet-hedging pode até interferir na quimioterapia do câncer devido a mecanismos semelhantes aos usados por fungos.  Embora o bet-hedging em fungos seja importante, pouco se sabe sobre os mecanismos das diferentes estratégias empregadas por diferentes espécies. 
Uma maneira pela qual os fungos usam o bet hedging é exibindo diferentes morfologias de colônias quando cultivados em placas de ágar.  Essa variação leva a colônias com diferentes morfologias, incluindo resistências que lhes permitem sobreviver, prosperar e se reproduzir em diferentes condições ou ambientes. Como resultado, infecções fúngicas podem ser mais difíceis de tratar se houver necessidade bet-hedging. Cepas patogênicas de leveduras como Candida albicans ou Candida glabrata usam essa estratégia de resistência a tratamentos de candidíase.
Foi determinado que em Saccharomyces cerevisiae existe variação na distribuição das taxas de crescimento entre colônias como um preditor de resistência ao calor. Tsl1 é um gene que foi determinado como fator de resistência. Foi demonstrado que a abundância desse gene está correlacionada com a resistência ao calor e ao estresse e, portanto, com a sobrevivência das colônias de levedura, por meio do uso de bet-hedging.
Outra forma de bet-hedging foi observado em fungo ascomiceto Neurospora crassa .  Observou-se que esta espécie produz ascósporos com variação em sua dormência. Ascósporos não dormentes podem ser mortos pelo calor, mas os dormentes sobreviverão. A desvantagem é que levará mais tempo para os ascósporos dormentes germinarem, mesmo em condições ideais.

#### Plantae
O exemplo clássico de cobertura de apostas, germinação tardia de sementes,  e tem sido extensivamente estudado em plantas anuais do deserto. Um estudo de de quatro anos descobriu que as populações em ambientes historicamente mais secos tinham taxas de germinação mais baixas. Também foi encontrada uma grande variedade de datas de germinação e flexibilidade na germinação para populações de regiões secas quando expostas à chuva, um fenômeno conhecido como plasticidade fenotípica . Também encontraram relação entre variação temporal e menores taxas de germinação em plantas deserticas. A densidade de sementes no banco também pode afetar as taxas de germinação.
Ervas daninhas também apostam em bancos de sementes. Quanto maior a profundiade do solo, mais sementes são mantidas (menos germinaçõe). Isso indica que as ervas daninhas apostam em circunstâncias nas quais os custos para sobrevivência são menores.

### Vírus
O bet hedging tem sido usado para explicar a latência dos vírus do Herpes. O vírus Varicela Zoster, por exemplo, causa catapora na primeira infecção e pode causar herpes zoster muitos anos após a infecção original. O atraso no surgimento da herpes zoster foi explicado como uma forma de bet-hedging. 

## Links externos
- Media relacionados com Bet hedging (biologia) no Wikimedia Commons